# 亚瑟·皮安塔多西
亚瑟·皮安塔多西（英語：Arthur Piantadosi，1916年11月4日—1994年2月23日）为一位美国音讯工程师。他曾赢得了1次奥斯卡最佳音响效果奖，并在这个奖项上获得了6次提名。他于1973年，因电影歌厅（1972）赢得过1次英国电影和电视艺术学院最佳音效奖。
他曾在华纳兄弟、二十世纪福克斯、哥伦比亚影业、共和国影视和环球影业担任混音师。第二次世界大战期间，他曾在约翰·福特的部门为战略情报局工作。

## 精选影视作品
皮安塔多西曾赢得1次奥斯卡最佳音响效果奖，并获得6次提名。
获奖：
- 总统班底 (1976)[5]

提名：
- 蓝烟火（英语：Marooned (1969 film)） (1969)[6]
- 蝴蝶小姐 (1972)[7]
- 咬紧子弹（英语：Bite the Bullet (film)） (1975)[8]
- 电光骑士（英语：The Electric Horseman） (1979)[9]
- 灵魂大探索 (1980)[10]
- 窈窕淑男 (1982)[11]